# Thomas de Scales
Thomas de Scales (9 octobre 1399 – 20 juillet 1460), 7e baron Scales, fut un des principaux commandants anglais de la fin de la guerre de Cent Ans.
Il obtient le titre de chevalier de la Jarretière en 1426.

## Biographie
Fils de Robert Scales (v. 1372 – 7 décembre 1402), il succéda à son frère Robert († juillet 1419) à la baronnie et épousa Ismayne Whalesburgh dont il eut deux enfants : Thomas Scales (mort-né), Elizabeth († 2 septembre 1473). C'était un homme riche : Shakespeare y fait allusion à l’acte III de son Henri VI ; les princes George et Richard se plaignent à leur frère, le roi Édouard, d'avoir fiancé l'héritière du comte de Scales à son beau-frère, au lieu de l'un d'eux. 
Il figure dans la lettre au Duc de Bedford de Jeanne d'Arc: '....et vous, Thomas, sire d'Escales, qui vous dictes lieutenant dudit duc de Bedfort,' ainsi que dans sa lettre aux habitants de Tournai: 'le sire de Scallez '. 
Il prit part contre Jeanne d'Arc à la campagne de la Loire, depuis le siège d'Orléans, jusqu'à la bataille de Patay - perdue, où il fut fait prisonnier - en tant que lieutenant de Jean de Lancastre, duc de Bedford. On sait, par un rôle de recrutement, que lors du siège de Saint-Denis, il commandait un corps formé de 728 archers et d'environ 50 fantassins, certains armés d'armes à feu primitives. Il participa également au siège de Pouancé en 1432, aux côtés de Jean V de Bretagne.
En 1439, pour tenir tête au Mont-Saint-Michel, tête de pont française en territoire normand, il fonda la citadelle de Granville ;  mais en 1442, les défenseurs du Mont parvinrent à s’emparer de la forteresse anglaise par surprise.
Sa fille épousa Anthony Woodville, le 2e comte Rivers, une personnalité très influente de la cour royale anglaise, puisque sa sœur Élisabeth Woodville était l'épouse du roi Édouard IV d'Angleterre. Elle succéda à son père comme 8e baronne Scales, le titre s'éteignant à sa mort.
Au cours de la Guerre des Deux-Roses, il appartenait au parti Lancastre. Le 20 juillet 1460, Scales fut lynché après avoir, en tant que commandant de la Tour de Londres, tourné ses armes contre la ville, ralliée au comte de Salisbury.

## Littérature
- Thomas Scales apparaît dans le Henry VI (deuxième partie) de William Shakespeare à l'acte IV scène 5 en tant que gouverneur de la Tour de Londres.